# Lasiocnemus lugens
Lasiocnemus lugens är en tvåvingeart som beskrevs av Friedrich Hermann Loew 1858. Lasiocnemus lugens ingår i släktet Lasiocnemus och familjen rovflugor. Inga underarter finns listade i Catalogue of Life.